# Riccia violacea
Riccia violacea là một loài rêu trong họ Ricciaceae. Loài này được M. Howe mô tả khoa học đầu tiên năm 1915.